# 여뀌
여뀌는 마디풀과의 한해살이풀이다. 버들여뀌, 매운여뀌, 수료(水蓼), 택료(澤蓼), 천료(川蓼)라고도 한다. 평지보다 낮은 지대의 길가나 습지 또는 시냇가에서 자란다. 높이는 30∼80cm이고 털이 없으며 줄기에서 가지가 많이 갈라진다. 잎은 피침형이거나 긴 달걀 모양으로 어긋난다. 길이 3~12cm, 너비 1~3cm이고 가장자리가 밋밋하며 표면에 털이 없다. 씹으면 맵다. 꽃은 6∼9월에 수상꽃차례로 피는데 이삭의 길이는 5∼10cm 정도이며 다 익은 벼처럼 아래로 처진다. 열매는 수과로 검고 길이는 2~3mm 정도에 납작하며 달걀을 거꾸로 세운 모양이며 작은 점이 있다.

## 쓰임새
피를 멈추는 데 효용이 있어 약으로 쓴다. 주로 자궁출혈·치질출혈 등의 내출혈에 쓴다. 또, 휘발성의 정유 성분이 들어 있어 혈관을 넓혀 주어 혈압을 내려 준다. 잎과 줄기에 탄닌이 많이 함유되어 항균 작용이 있다. 여뀌를 찧어 물고기를 잡는 데 쓰기도 한다.

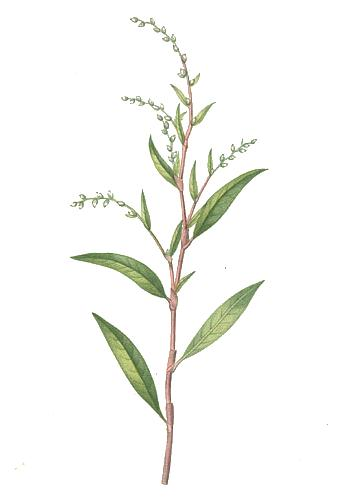